# Philenora nudaridia
Philenora nudaridia là một loài bướm đêm thuộc phân họ Arctiinae, họ Erebidae.